# Abadía de Løgum
La abadía de Løgum (en danés: Løgum kloster; en alemán: Kloster Lügum) fue un monasterio cisterciense en el territorio de la actual ciudad de Løgumkloster en el norte de Schleswig en Dinamarca.

## Historia
La abadía de Løgum fue fundada en 1173 por el obispo Stefan de Ribe, quien anteriormente había estado en la abadía de Herrevad en Skåne, la primera fundación cisterciense en Dinamarca. Løgum era en cierto sentido una casa hija de Herrevad. La abadía se llamaba "Locus Dei" en latín (Guds sted en danés), que significa "el lugar de Dios" y está dedicada a la Virgen María.
El nuevo monasterio de madera fue destruido por un incendio en 1190. El obispo Omer de Ribe animó a los monjes de otros monasterios a ir a Løgum para reconstruir la abadía y su iglesia. El rey Valdemar II le dio varias granjas para proporcionarle un ingreso estable.
El complejo de la abadía de cuatro lados que sobrevivió se construyó con ladrillos rojos aparentemente fabricados en el sitio en estilo gótico. Se completó durante las primeras décadas del siglo XIV y consistió en la iglesia, y al menos dos alas, una para los monjes y una para los huéspedes y el hospital. 

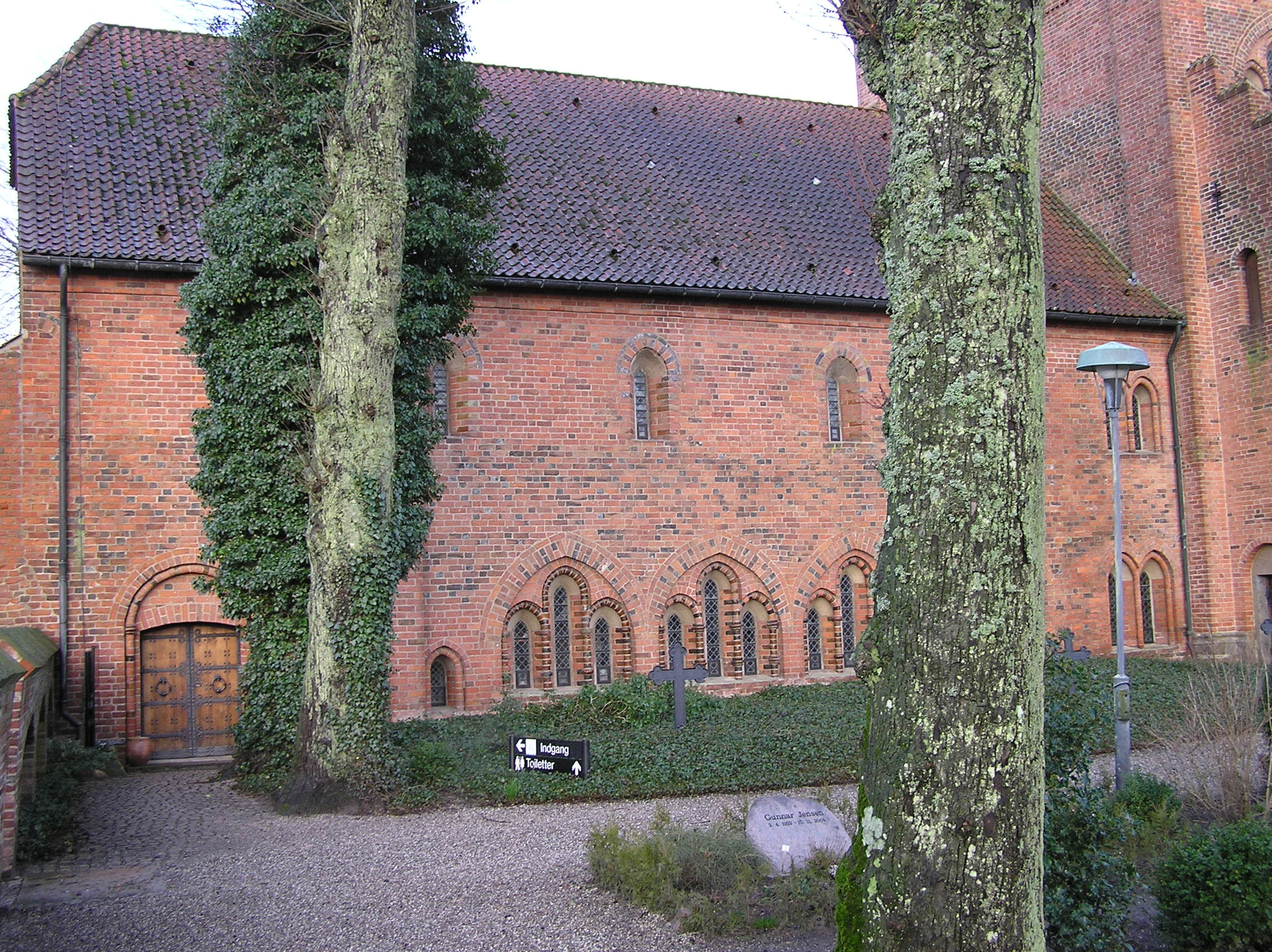
Los restos de una sola ala de los edificios conventuales.

La iglesia y un ala de los edificios conventuales han sobrevivido a los tiempos modernos.
La iglesia fue construida como la parte norte del recinto de la abadía en forma de una cruz latina con una nave y dos pasillos laterales. Las capillas fueron agregadas a los lados de la nave a lo largo del tiempo. El edificio muestra la mezcla de estilos románico y gótico: algunos arcos son arcos románicos redondeados, y otros son los arcos apuntados característicos del estilo gótico. 

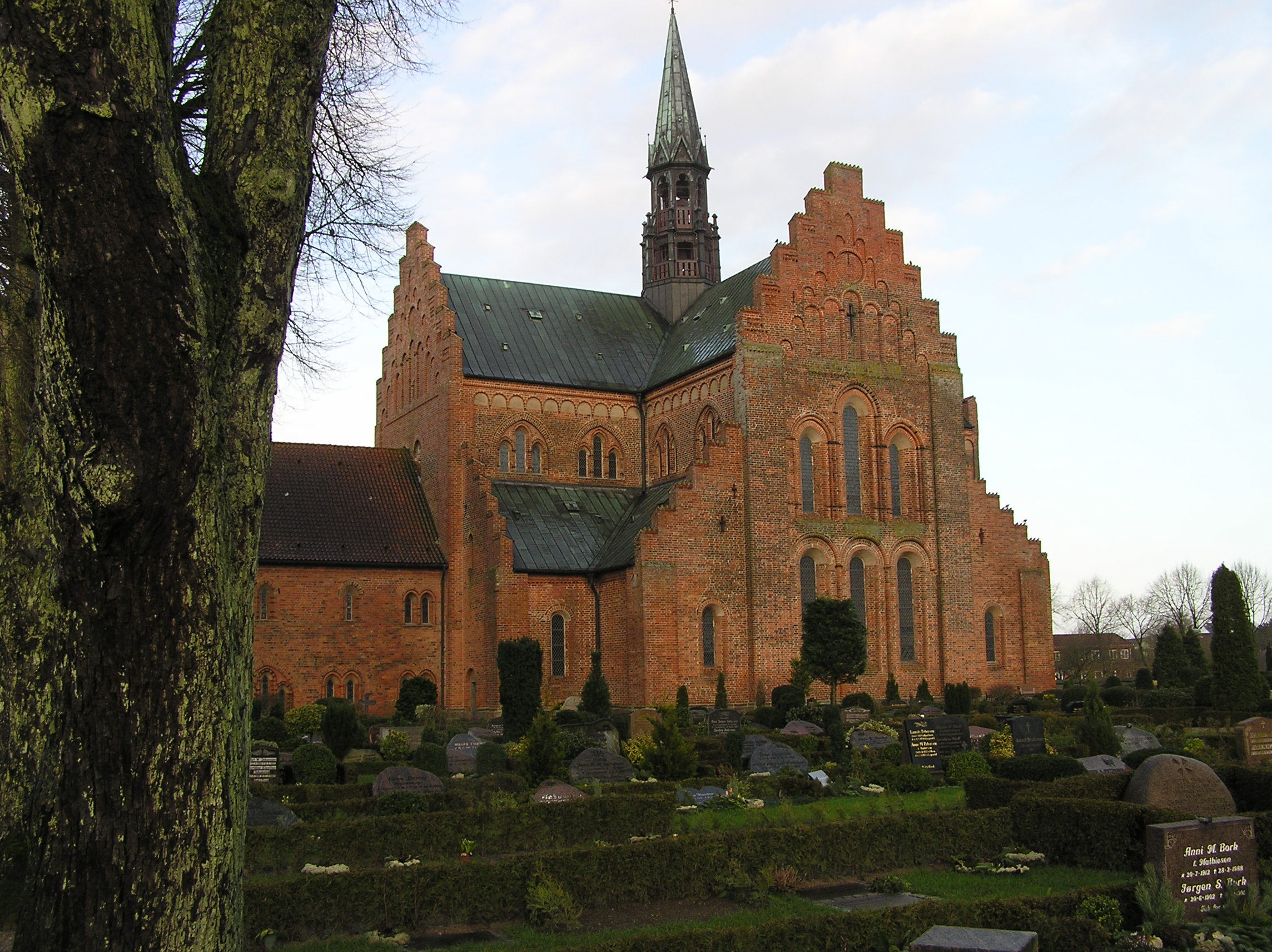
Antigua iglesia de la abadía

Cuando la abadía se disolvió durante la Reforma, la iglesia se convirtió en la iglesia parroquial de Løgumkloster y, por lo tanto, sobrevivió.
La torre sobre el crucero contiene tres campanas, la más antigua, preservada de la abadía original, que data de 1442, fundida por un desconocido fabricante de campanas. Las otras dos campanas fueron fundidas relativamente recientemente por De Smithske en 1924 y 1925.